# 황산면 (해남군)
황산면(黃山面)은 대한민국 전라남도 해남군의 면이다.

## 역사
- 조선시대 전라도 해남군 황원면(黃原面)·산일면(山一面)
- 1895년 음력 윤5월 1일 나주부 해남군[1]
- 1896년 8월 4일 전라남도 해남군[2]
- 1914년 4월 1일 황원면·산일면을 황산면으로 통합하였다.[3] (13리)

## 행정 구역
- 관춘리(冠春里)
- 남리리(南利里)
- 부곡리(富谷里)
- 송호리(松湖里)
- 연당리(蓮塘里)
- 연호리(燕湖里)
- 옥동리(玉洞里)
- 외입리(外笠里)
- 우항리(牛項里)
- 원호리(院湖里)
- 일신리(日新里)
- 한자리(閑子里)
- 호동리(虎洞里)

## 학교
| 학교명                | 소재지                           | 비고                                   |
| --------------------- | -------------------------------- | -------------------------------------- |
| 황산초등학교          | 황산면 시등로 150 (남리리)       |                                        |
| 황산서초등학교        | 황산면 초월길 66 (외입리)        | 1999년 폐교                            |
| 옥동초등학교          | 황산면 옥매길 29-220 (옥동리)    | 2011년 폐교                            |
| 황산초등학교 한자분교 | 황산면 고천암로 1322-39 (한자리) | 2008년 폐교 구 황산남초등학교          |
| 황산초등학교 원호분교 | 황산면 원금길 20 (원호리)        | 2008년 폐교 구 황산동초등학교          |
| 황산초등학교 징의분교 | 황산면 고천암로 795-9 (한자리)   | 2004년 폐교 구 황산남초등학교 징의분교 |
| 황산중학교            | 황산면 관두길 24 (우항리)        |                                        |
| 황산고등학교          | 황산면 관두길 32 (우항리)        | 2014년 폐교                            |